# Stanley Gbagbeke
Stanley Gbagbeke (ur. 24 lipca 1989 w Oginibo w stanie Delta) – nigeryjski lekkoatleta specjalizujący się w skoku w dal, uczestnik igrzysk olimpijskich. 
Dziesiąty zawodnik igrzysk afrykańskich z roku 2007. W 2009 bez powodzenia startował na mistrzostwach świata w Berlinie. Brązowy medalista mistrzostw Czarnego Kontynentu (2010). W tym samym roku zajął 4. miejsce podczas igrzysk Wspólnoty Narodów. Rok później startował na uniwersjadzie w Shenzhen, na której uplasował się jako czwarty. Piąty zawodnik mistrzostw Afryki z 2012. W tym samym roku reprezentował Nigerię na igrzyskach olimpijskich w Londynie, na których zajął 27. miejsce w eliminacjach i nie awansował do finału.
Wielokrotny medalista mistrzostw kraju.

## Osiągnięcia
| Rok  | Impreza                    | Miejsce    | Lokata            | Wynik |
| ---- | -------------------------- | ---------- | ----------------- | ----- |
| 2007 | Igrzyska afrykańskie       | Algier     | 10. miejsce       | 7,43  |
| 2009 | Mistrzostwa świata         | Berlin     | el. – 27. miejsce | 7,82  |
| 2010 | Mistrzostwa Afryki         | Nairobi    | 3. miejsce        | 8,06  |
| 2010 | Igrzyska Wspólnoty Narodów | Nowe Delhi | 4. miejsce        | 7,98  |
| 2011 | Uniwersjada                | Shenzhen   | 4. miejsce        | 7,96  |
| 2012 | Mistrzostwa Afryki         | Porto-Novo | 5. miejsce        | 7,65  |
| 2012 | Igrzyska olimpijskie       | Londyn     | el. – 27. miejsce | 7,59  |

## Rekordy życiowe
- Skok w dal (stadion) – 8,20 (2012)
- Skok w dal (hala) – 7,75 (2010)